# Laurent Bàn
Laurent Bàn, né à Briey (Meurthe-et-Moselle), est un comédien et chanteur français. Artiste polyvalent, il s'est principalement illustré dans plusieurs comédies musicales dont Notre-Dame de Paris lors de la reprise du spectacle au théâtre Mogador, Le Petit Prince, Zorro, le musical et plus récemment Priscilla, folle du désert, la comédie musicale.

## Biographie
Né à Briey en Meurthe et Moselle, Laurent Bàn est le frère du chanteur David Bàn. Il se destine tout d'abord à une carrière de graphiste-peintre, avant d'entrer au conservatoire de Nancy pour y apprendre la scène. Il acquiert une formation multidisciplinaire tout au long de sa carrière : danse, escrime, claquettes. C'est dans cette ville qu'il fait ses débuts en 1999. Il compose et joue avec la compagnie Amnesia, la musique d'un opéra rock, Les Ecus de Sobieski puis interprète le rôle de Victor dans Les peines de cœur d'une chatte française d'Alfredo Arias. Le spectacle reçoit le Molière du spectacle musical.
Il trouve ainsi des rôles à sa mesure dans les comédies musicales. Il joue d'abord dans Hair puis, en 2001, intègre la tournée de Notre-Dame de Paris de Richard Cocciante et Luc Plamondon, reprenant à tour de rôle les personnages de Gringoire et Phœbus (succédant à Patrick Fiori et Bruno Pelletier dans la distribution originale).
En 2002, Richard Cocciante le sollicite à nouveau pour jouer le Vaniteux et l'Aviateur dans Le Petit Prince au Casino de Paris, durant 9 mois. Un an plus tard, il fait ses débuts au cinéma dans Alive de Frédéric Berthe, aux côtés de Richard Anconina et Maxim Nucci, et pour la télévision, il incarne Gérald dans la série Chante ! aux côtés de son frère David.
Il sort son premier album solo, en 2005 : Ante, composé de chansons inédites et d'autres qu'il a précédemment interprétées lors des comédies musicales.
En 2009, Laurent signe l'adaptation de deux spectacles musicaux : Marlène D. The Legend qui obtient le Marius du meilleur musical et Le journal d'Adam et Eve dans lequel il joue le rôle d'Adam. Il incarne cette même année le personnage de Zorro dans Zorro, le musical aux Folies Bergère, prestation et spectacle salués par la critique,.
Parallèlement à ses nombreux projets, il rejoint en 2010 en tant que ténor et baryton la formation vocale a capella Cinphoniq qui se produit régulièrement dans plusieurs salles parisiennes. Laurent se produit également sur la scène européenne (Amleto, Dramma Musicale en italien), et internationale avec d'autres formations musicales.
En novembre 2015, il participe à l'émission La France a un incroyable talent sur M6 en intégrant le groupe vocal Les Garçons avec notamment Jean-Michel Vaubien. Ils se qualifient pour la demi-finale.
D'octobre 2015 à janvier 2016, il tient le rôle du génie dans Aladin, faites un vœu ! au Théâtre Comédia qui obtient de bonnes critiques. Il participe également à Mistinguett, reine des années folles et à la nouvelle tournée coréenne de Mozart, l'opéra rock.
En 2017, il incarne le personnage de Dick/Mitzi dans Priscilla, folle du désert, la comédie musicale qui obtient le Globe de cristal de la comédie musicale.
En 2018, Laurent Bàn sort son 3e album solo Prima constitué de reprises et de titres inédits. Il scénarise et produit un clip vidéo sur le titre Dangerous de David Guetta.

### Participations caritatives
En 2013, il rejoint le collectif d'artistes Les grandes voix des comédies musicales chantent pour les enfants hospitalisés aux côtés notamment de Renaud Hantson, Pablo Villafranca et Fabienne Thibeault pour le single Un faux départ.
Le 2 novembre 2015, il se produit dans le cadre du Voyage des Cœurs en scène à l'occasion des dix ans de l’association Cœurs en scène, lors d'un concert au Vingtième Théâtre aux côtés de Vanessa Cailhol, Manon Taris, Damien Sargue, Sophie Delmas, Nuno Resende. Laurent Bàn soutient également la lutte contre la sclérose en plaques.
Il est l'ambassadeur de l'association L’Evasion pour un sourire qui vient en aide aux enfants hospitalisés.

## Spectacles musicaux

### Acteur
- 1998-1999 : Les Écus de Sobieski de Patrick Chauvelot et Anne Rochant : Lesta
- 1999-2001 : Les peines de cœur d'une chatte française d'Alfredo Arias et René de Ceccaty - MC93 Bobigny, tournée France et Italie : Victor. Molière du spectacle musical 2000
- 2001 : Hair de James Rado (en), Gerome Ragni (en) et Galt MacDermot, mise en scène et adaptation Hervé Lewandowski - Auditorium de Saint-Germain-des-Prés : Woof
- 2001-2002 : Notre-Dame de Paris de Luc Plamondon et Richard Cocciante - Théâtre Mogador : Gringoire et Phœbus
- 2002-2003 : Le Petit Prince de Richard Cocciante et Élisabeth Anaïs, mise en scène Jean-Louis Martinoty - Casino de Paris : Le Vaniteux
- 2004 : Singin in Paris - Atrium Musical Magne, Hôtel Brossier
- 2004 : Chance ! de Hervé Devolder - Lucernaire : Fred. Marius du meilleur musical catégorie théâtre musical 2005
- 2005-2006 : Notre-Dame de Paris de Luc Plamondon et Richard Cocciante - Palais des congrès, tournée en Asie : Phœbus
- 2007 : Les Hors-la-loi d'Alexandre Bonstein, mise en scène Agnès Boury - Théâtre Marigny, tournée : Carlo
- 2007 : Le Petit Prince de Richard Cocciante et Élisabeth Anaïs, mise en scène Jean-Louis Martinoty - Tournée en Asie : L'aviateur[22]
- 2008 : Il Conte di Montecristo : The Musical de Francesco Marchetti, mise en scène de Gino Landi - Rome : Villefort
- 2009 : Zorro, le musical de Stephen Clark, adaptation d'Éric Taraud et Marie-Jo Zarb, mise en scène Christopher Renshaw, musique Gipsy Kings - Folies Bergère : Zorro
- 2009-2011 : Le Journal d'Adam et Ève d'après Mark Twain et Riccardo Castagnari, traduction de Chiara Di Bari, adaptation de Laurent Bàn, mise en scèneFranck Harscouët - Lourdes, Le Grand Rex : Adam[23]
- 2009-2012 : Hair de James Rado (en), Gerome Ragni (en) et Galt MacDermot, mise en scène Ned Grujic - Le Trianon, tournée : Berger
- 2013 : Là était l'Éden d'après Mark Twain et Riccardo Castagnari, traduction de Chiara Di Bari, adaptation de Laurent Bàn, mise en scène Franck Harscouët - Théâtre Michel : Adam
- 2013-2014 : Amleto, Dramma Musicale de Daniele Martini - Florence, Espace Cardin à Paris : Hamlet
- 2013-2014 : Farouche show, revue au Royal Palace de Kirrwiller[24]
- 2015-2016 : Aladin, faites un vœu ! de David Rozen et Marie-Jo Zarb - Théâtre Comédia, tournée : Le Génie
- 2015 : Mistinguett, reine des années folles de François Chouquet, Jacques Pessis et Ludovic-Alexandre Vidal, mise en scène François Chouquet - Théâtre Comédia : Harry Pilcer
- 2016 : Mozart, l'opéra rock de Dove Attia et Albert Cohen - Corée du sud : Salieri
- 2017-2018 : Priscilla, folle du désert, la comédie musicale mise en scène Philippe Hersen - Casino de Paris, tournée : Dick
- 2018-2019 : Mozart, l'opéra rock de Dove Attia et Albert Cohen - Chine : Salieri
- 2019 : Le Rouge et le Noir d'Albert Cohen, mise en scène François Chouquet et Laurent Seroussi - Chine
- 2021 : Les Misérables d'après Victor Hugo - Corée du sud : Jean Valjean
- 2024 : Don Juan de Félix Gray : Don Carlos
- 2024 : Mozart, l'opéra rock de Dove Attia et Albert Cohen - Chine : Salieri

### Adaptateur
- 2009 : Marlène D. The Legend, mise en scène de Riccardo Castagnari, adaptation de Laurent Bàn, traduction de Chiara Di Bari - Vingtième Théâtre[25]
- 2009 : Le Journal d'Adam et Eve d'après Mark Twain et Riccardo Castagnari, traduction de Chiara Di Bari, adaptation de Laurent Bàn, mise en scèneFranck Harscouët - Lourdes

## Théâtre
- 2013 : Othello de William Shakespeare, mise en scène Guillaume Segouin - Les Mureaux : Iago[26]

## Discographie

### Singles
- 2014 : Tu me mets à mort[27]

### Participations
- 2002 : Le Petit Prince, album
- 2009 : Zorro, le musical, album
- 2011 : Le chemin avec le collectif d'artistes Les grandes voix des comédies musicales, single
- 2013 : Un faux départ avec le collectif d'artistes Les grandes voix des comédies musicales chantent pour les enfants hospitalisés, single[17]
- 2017 : Rock Star, opéra rock de Renaud Hantson, album

## Filmographie
- 2002 : Paradisco de Stéphane Ly-Cuong, court-métrage : Eric
- 2003 : Alive de Frédéric Berthe : Antoine
- 2009 : Chante ! (saisons 3 et 4) de Jean-Pierre Hasson et Olivier Thiébaut : Gérald
- 2012 : Le Jour où tout a basculé : Mes deux fils se détestent (Week-end explosif) : Pascal, série télévisée
- 2015 : Nos chers voisins : Rien que pour vos cheveux : Richie, série télévisée
- 2015 : L'amour à 200 mètres : Stéphane, série télévisée

## Doublage
- 2005 : Le Fantôme de l'Opéra de Joel Schumacher : Erik, le Fantôme de l'Opéra[28]
- 2020 : Jingle Jangle : Un Noël enchanté de David E. Talbert : Don Juan Diego, sur Netflix

## Distinction
- Les Marius 2009 : Marius du meilleur musical, catégorie adaptation française pour Marlène D. The Legend